# Die Unvollendeten
Die Unvollendeten ist ein 2003 bei Hanser erschienener Roman von Reinhard Jirgl. Er erzählt die Geschichte dreier Generationen einer sudetendeutschen Familie, die im Sommer 1945 aus Komotau vertrieben wird, zwischen 1946 und 1988 in der ostdeutschen Altmark zunächst in einem Dorf und dann einer Stadt ansässig ist und um die Jahrtausendwende mit dem letzten kinderlosen Nachkommen in Berlin endet.

## Inhalt
Der Roman besteht aus drei Teilen: Die ersten beiden – „Vor Hunden und Menschen“, „Unter Glas“ – werden von einer personalen Erzählhaltung getragen, im letzten „Jagen Jagen“ tritt Reiner K. als Ich-Erzähler in Erscheinung.

### „Vor Hunden und Menschen“
In acht mit Nummern versehenen Kapiteln geht es um die so genannten wilden Vertreibungen, die unmittelbar mit dem Kriegsende 1945 einsetzen, und den anschließenden Flüchtlingstreck mit Fahrten in Güterzügen durch das besetzte Deutschland und zeitweiligen Unterbringungen in Lagern, bis sich ein Ankunftsort in einer der Besatzungszonen herausschält.
Drei Frauen, Hanna, Mitte vierzig, Mutter einer Tochter und seit 1940 Witwe eines Tschechen, ihre zehn Jahre jüngere unverheiratete Schwester Maria und ihre siebzigjährige Mutter Johanna, müssen sich als Deutschstämmige an einem Spätsommertag 1945 nach einer Lautsprecherankündigung innerhalb von 30 Minuten mit höchstens acht Kilo Gepäck pro Person auf dem Bahnhof von Komotau einfinden, wo in Güterzügen Trecks zusammengestellt werden. 

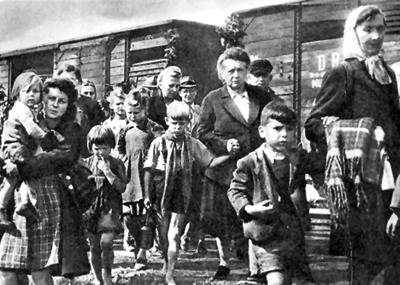
Vertreibung der Deutschen aus der Tschechoslowakei: Vertriebene Sudetendeutsche warten mit Handgepäck auf ihren Abtransport

Die Flüchtlinge tragen weiße Armbinden, mit denen sie sich als Deutsche zu erkennen geben müssen. Die tschechische Miliz sorgt für den Ablauf. Die drei Frauen gelangen nach München, könnten ohne Johanna dort aussteigen; weil sie aber überzeugt sind, dass, wer seiner Familie den Rücken kehre, nichts tauge (S. 9, 10, 20, 152) und deshalb zusammenbleiben wollen, geht es über Dresden nach Leipzig und von dort nach Magdeburg, wo sie für Januar und Februar 1946 in ein bombenversehrtes Haus zwangseingewiesen werden. Die Arbeitssuche scheitert, so dass sie mit anderen nach Stendal weitergeschickt werden und schließlich am nordwestlichen Rand der Sowjetischen Besatzungszone (SBZ) in der Altmark vom letzten Bahnhof aus mit einem Fuhrwerk in das Dorf Schieben gebracht werden und in einem Gutshof für entsprechende Landarbeit in einer Dachkammer Unterkunft finden.
Von dort aus kann sich Hanna endlich auf die Suche nach ihrer bei Kriegsende 18-jährigen Tochter Anna begeben, die als Gymnasiastin zur Zwangsarbeit auf dem Lande interniert worden war. Sie reist immer wieder kreuz und quer durch die SBZ in den Komotau am nächsten gelegenen deutsch-tschechischen Grenzort Reitzenhain, wo sie „in diesem Heerlager aus Flüchtlingen Schiebern Dieben Militär Versehrten Heimkehrern Zuhältern & Schmugglern“ (S. 24) nach ihrer Tochter forscht.
Anna hatte ihre Familie am Vertreibungstag nur knapp verfehlt. Denn turnusgemäß hätte sie sich zu Hause mit frischer Wäsche versorgen können, wird aber auf dem Heimweg zur Zeugin von Vorgängen, die sie aufhalten: Am Ortsrand werden im Stadion Gefangene festgehalten, ehemalige SS-Männer und Kollaborateure, und „Einwohner & Milizionäre sind gerade dabei, die gefangenen SS-Männer & Kollaborateure mit Eisenstangen & Steinen zu erschlagen“ (S. 14). Anna wird weggejagt, hört die Lautsprecherdurchsagen zur Vertreibung, verbirgt ihre Armbinde und gerät in das Spalier der einheimischen tschechischen Gaffer beim Spießrutenlauf der auf die Straße getriebenen Deutschstämmigen. „Um nicht aufzufallen, beschrie auch sie jubelnd die Schläge auf die Vertriebenen, brüllte sich in den Straßenkor-der-Masse rein“ (S. 19) und kehrt wegen tschechischer Milizposten vor ihrem Haus ins Lager zurück. In den sie umhüllenden Duft aus den spätsommerlichen Gärten mischt sich der Geruch von „verschmortem Menschenfett (...); im Stadion wurden die Leichen der Erschlagenen verbrannt“ (S. 19). Im Lager ist sie nachts ständigen Vergewaltigungen ausgesetzt, erhält aber eines Nachts heimlich von einem Tschechen die von ihrer Mutter für Reitzenhain abgefasste Nachricht, sich dorthin zu begeben, damit Hanna sie abholen könne. Anna gelingt die Flucht aus dem Lager und die Zugfahrt nach Reitzenhain, wo sie sich in einem Zimmer einmietet und darauf wartet, dass sie in Kontakt mit ihrer Familie kommt. Dort lernt sie einen jungen ehemaligen SS-Soldaten, Erich, kennen, der noch ein „Halbesjahr vor-Schluß“ an die Ostfront sollte, einen Todesmarsch von KZ-Häftlingen bewachen muss, in ein Massaker verstrickt wird, desertiert und sich wegen seiner Blutgruppentätowierung vorsichtig verhalten muss. Mit Anna, in die er sich verliebt und der er fehlen wird (S. 78), würde er gern zusammenbleiben und sein Leben in der Nachkriegszeit organisieren. Aber Anna wird im Sommer 1947 von ihrer Mutter abgeholt.

### „Unter Glas“
Der zweite Teil umfasst die Jahre 1947 bis zum Aufstand des 17. Juni 1953 und stellt dar, wie die Familie in der sich formierenden Deutschen Demokratischen Republik (DDR) ihr Auskommen zu finden versucht, während es der Sozialistischen Einheitspartei Deutschlands (SED) um „Aufbau“ geht, zu dem alle „gerufen werden“ (S. 81, 84). Schauplatz ist vorwiegend Birkheim, die leicht identifizierbare Kreisstadt Salzwedel (vgl. S. 83f.), deren Straßennamen als Kapitelüberschriften Teil 2 strukturieren.
Es gelingt Hanna, ihre Tochter Anna im Gymnasium von Birkheim anzumelden, wo sie gegen alle negativen Voraussagen der autoritären Direktorin, in Hannas Augen ein „BeDeM-Suppjeckt“ (S. 105), alles Versäumte aufholen und 1949 ihr Abitur ablegen wird. Zum Zeitgewinn verschafft ihr Hanna ein Zimmer in Birkheim, während sie selbst versucht, in Birkheim in der Lohnbuchhaltung der Deutschen Reichsbahn (DR) unterzukommen, weil sie bereits im Sudetengau mit ihrer Schwester als Sekretärin bei der Deutschen Reichsbahn tätig war. Bevor jedoch in Birkheim eine Planstelle frei wird, muss sie sich in Magdeburg einquartieren, weil es dort eine freie Stelle gibt. Sie bekommt in demselben Haus, in dem sie 1946 mit ihrer Familie einquartiert war, „1 Zimmer, kahl, die Fensterscheiben zerschlagen, kaum Möbel, kein Ofen“ (S. 91). Dazu eine mürrische Witwe, die damals gesagt hatte: „Flüchtlinge u Dünnschiß kann eben niemand aufhalten“ (S. 8, 91). Der verwitwete Dienststellenleiter macht ihr vergeblich einen Heiratsantrag. Denn Hanna hält an ihrem Treueschwur fest, den sie am Grab ihres Mannes ablegte, nämlich niemals mehr einem anderen Mann zu gehören. Außerdem hält sie weiter an ihrem „Wieder-zurück-in-die-Heimat“ (S. 130) fest. Der Dienststellenleiter kann ihr noch zu einem Wechsel nach Birkheim und zu einem neuen Zimmer verhelfen.

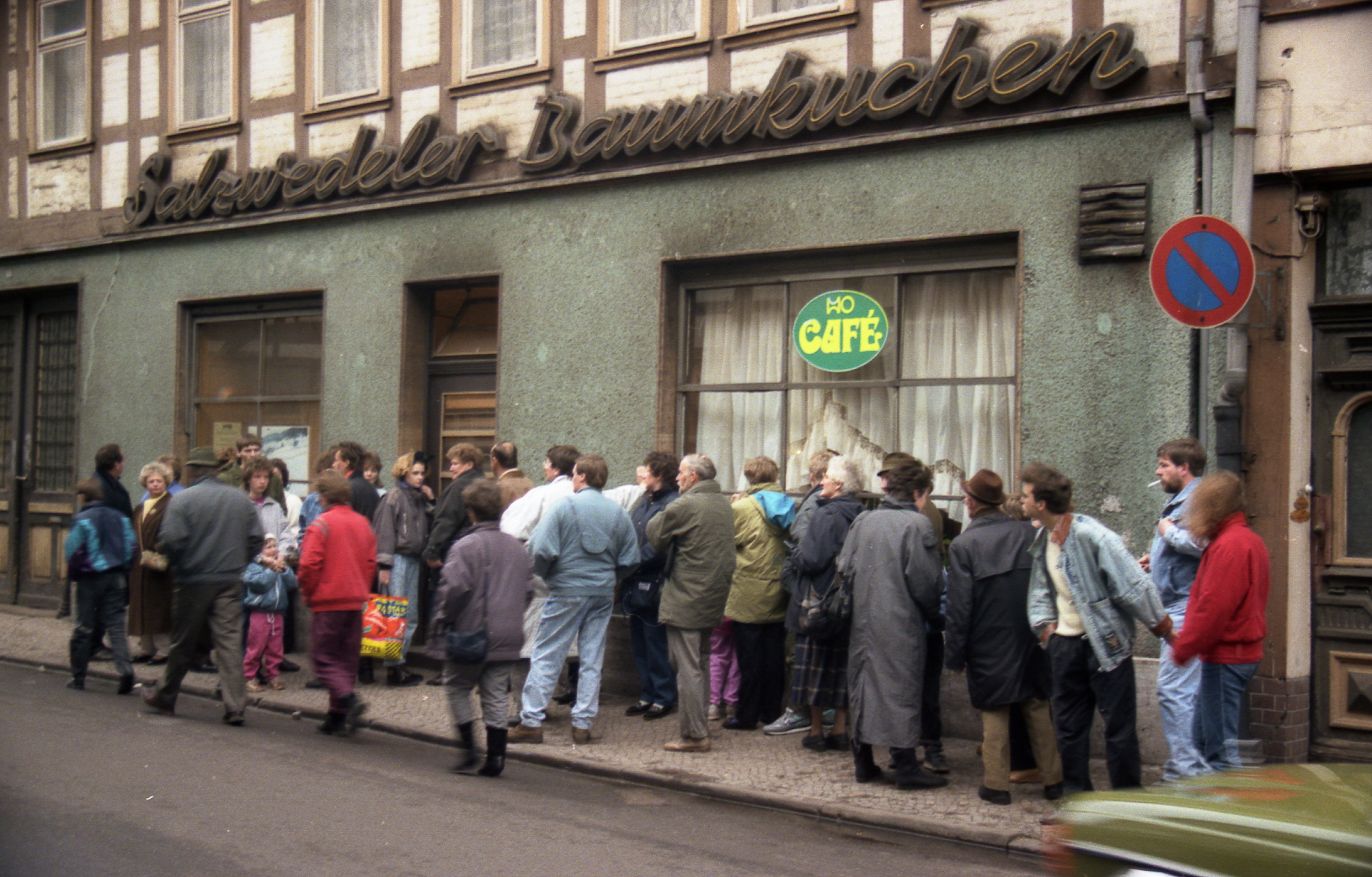
Schlangestehen nach Baumkuchen zur DDR-Zeit

Zurück in Birkheim muss sie erkennen, dass ihre Tochter Anna ein eigenes Leben führt, das ihren Vorstellungen von Familienzusammenhalt zuwiderläuft. Während sie noch davon überzeugt scheint, dass das gegen allen Widerstand zu erringende Abitur von Anna eine „Vorab-Garantie fürs tatsächliche Rückkehren in die-Heimat“ (S. 131) ist, bedeutet das Abitur für Anna, dass sie sich unabhängig machen kann. Sie geht auf die Dolmetscherschule nach Leipzig. Denn für Dolmetscher gibt es nicht nur in der DDR Bedarf, sondern vor allem in den Dienststellen der Alliierten im Westen, wohin zu gelangen allerdings an einige Bedingungen gebunden ist (S. 148). So zieht Anna es vor, zunächst in Birkheim beim Magistrat in der Statistik zu arbeiten, während sie sich über die Zugehörigkeit zu einer Partei Chancen eröffnen will: „Wenn du in keiner Partei warst, dann warst du Garnischt. Und da haben meine Mutter & ich überlegt, ?was tun. Die EsEhDe kommt nich in Frage. (...) Also meine Mutter: ab in die TseDeUh – ich in die Partei von meinem Chef: in die Ende-Pede“ (S. 149).  So wird sie als Dolmetscherin ins Außenministerium vermittelt und lebt fortan in Ost-Berlin, wo sie ein weiteres Sprachstudium aufnimmt, dann bis zu ihrem Ruhestand in die Staatliche Versicherungsanstalt wechselt, für die sie anfangs häufig auf Dienstreisen für Wirtschaftsverhandlungen im Ausland unterwegs ist.
In Birkheim wie in Berlin erhält Anna unangemeldet Besuch von Erich, den sie in Reitzenhain kennengelernt hat. Er handelt mit technischem Gerät und mit Devisen und verdient gut. Während er ihr in Birkheim ungelegen kommt, weil sie den Besuch des kurzfristig mit ihr heimlich Verlobten, eines Klassenkameraden „aus sogenannt Gutemhause“ (S. 137), erwartet, Anna und Erich sich aber gleich wieder sehr nahe sind, was in der heftigen Umarmung von Erichs Seite jedoch gewalttätig wird (S. 137 f.), leben sie in Berlin länger zusammen, nachdem Anna ihm einen Job als Hausmeister im Außenministerium vermittelt hat. Als beim Duschen zufällig jemand seine Tätowierung entdeckt und er Denunziation fürchten muss, setzt er sich nach München ab und lässt Anna schwanger zurück.
Anfang Januar 1953 kommt in einer schwierigen Geburt ihr Sohn zur Welt: „1 Anfang: ?meiner..... Niemand’s Sohn, von=Anbeginn hartnäckig & zäh wie altes Fleisch & alte Geschichten.....“ (S. 152). Während der Junge schnell in einer Tageskrippe untergebracht wird und Anna als Dolmetscherin weiterarbeitet, kommt Hanna an jedem Wochenende nach Berlin. Inzwischen hat sie mit ihrer Schwester und ihrer Mutter eine frei gewordene geräumige Dienstwohnung – „1 Ein-Zimmer-Wohnung mit Küche“ im zweistöckigen Gebäude in der Mansarde der Güterabfertigung Birkheim (S. 152) – beziehen können. Dorthin nimmt sie ihren Enkel mit, als er in der Tageskrippe schwer erkrankt, dort aufgegeben wird, sich aber in Birkheim wieder erholt. Während es in Berlin am 17. Juni zum Aufstand kommt und der Ausnahmezustand verhängt wird, sorgen sich drei Frauen um ihn, und Heimat ist für sie zu etwas geworden, das „ferner als der Tod“ ist. „Also ist Heimat auf paar m² Fremde in Birkheims Güterabfertigung, Bahnhofstraße 9“ (S. 154).

### „Jagen Jagen“
Der letzte Teil spielt während der letzten sechs Tage des Klinikaufenthaltes von Annas Sohn, dem knapp 50-jährigen Erzähler Reiner K. in der Charité, aus der er wegen eines inoperablen Magenkarzinoms in die Chemotherapie entlassen wird. Die Kapitelüberschriften sind genaue Tages- und Uhrzeitangaben für den Beginn und jeweiligen Fortsetzungsbeginn seines Erzählens, das er in Briefform seiner Frau übergeben möchte, wenn sie ihn aus der Klinik abholen wird.
Erzählend will Reiner K., dessen Name sich aus den S. 157 f. und 244 in der Zusammensetzung ergibt, ohne dass er sich selbst je nennt, sein Leben ordnen (S. 208). Er meint, dass während der Verwirklichung seines Traumes, nämlich nach der Wende den ihn anekelnden Beruf des Zahnarztes aufgegeben und eine Buchhandlung eröffnet zu haben, sich parallel der Krebs entwickelt habe: „jeder Schritt ein fremder Schritt in der eigenen Rüstung zum Glück.....“ (S. 164). Denn Schmerz und verwirklichter Traum beteiligen sich an der Zerstörung seiner „Maske EISERNE RUHE“ (S. 158 u. 162). Für die Bücher, die in der DDR nicht gelesen werden durften, und neue „im Dunkel gebliebene Bücher“ (S. 163), die er für eine erwartete Leserschaft bereithält, haben sich in seinem Buchladen die Käufer nicht eingestellt, so dass seine Frau an ihm vorbei das Sortiment marktgängig erweitert.
Als die glücklichste Zeit seines Lebens erinnert er seine Kindheit bis ins 12. Lebensjahr in Birkheim: „Birkheim=!meine-Heimat.“ (S. 207). Seine Urgroßmutter, deren Sterben und Beerdigung er als 8-Jähriger eindrücklich erlebt, hat ihm Wichtiges mitgegeben (S. 155). Die Hammerschläge als Zeichen des Abschieds, mit denen ihr Sarg verschlossen wird, begleiten ihn weiter (S. 174, 200, 207–210, 215). Großmutter Hanna ist seine Bezugsperson und immer für ihn da, was so weit geht, dass sie ihn aus dem Kindergarten nimmt, wo es ihm nicht gefällt, und dafür seine Zeit mit ihr bei der Arbeit in einer Ecke im Lohnbüro verbringen lässt. Dort verarbeitet er mit Buntstiften auf den Rückseiten alter Formulare, was er von „der-Heimat-Komotau den-Nazis & der-Vertreibung“ gehört hat: „In mir geweckte abstruse Ungeheuer, Massaker-Szenen etagenweise in bizarren Miethäusern, Söldner & Henkersknechte unter roten Kapuzen mit Augenschlitzen, die sämtlich in anderen Etagen dieser Folterhäuser ihrerseits vernichtet wurden“ (S. 176). In anderer Gestalt begegnet er dem Sterben bei den Weihnachtsvorbereitungen, als seine Großmutter ein Kaninchen an den Türstock kreuzigt, um ihm das Fell abzuziehen. In der Weihnachtsmitternachtsmesse gerät er in Panik, als er das Kreuz mit dem Gekreuzigten betrachtet und zu entdecken meint, dass in dem würmerzerfressenen Gesicht das rechte Auge fehle. Er flieht aus der Kirche und muss später Großmutter und Maria erklären, was ihn fortgetrieben hat: Er hat bei einer Viehverladung zugesehen und konnte nicht ertragen, wie gewalttätig die Arbeiter mit den Rindern umgingen; einer zertrümmerte einem widerspenstigen Ochsen mit einem Knüppelhieb den Kieferknochen, so dass er mit zerknickenden Vorderbeinen niederstürzte. Der Erzähler warf mit einem Stein nach ihm und traf ihn ins Auge. Nach dem Steinewerfer suchten seine Kollegen vergeblich, denn sie hielten ihn als 9-Jährigen gar nicht für fähig, so etwas getan zu haben. Mit schmutzigen Händen sein Gesicht reibend, erkrankte der Arbeiter an Tetanus und starb kurz darauf. (Beim Erzählen teilt der Erzähler seiner Frau mit, was er jetzt von seiner Tat hält: Wer „Die Kreatur quält  schindet, der ist 1 der vielzuviel Gebornen aus der Reihe aller Nullen (...) Obwohl SIE nachwaxen wie der Hydra Köpfe, blieb durch meinen Stein ein Mistkerl !weniger in der Welt. : Ich bereue, nicht !öfter Stein gewesen zu sein“ [S. 204].)

Mit seiner Mutter Anna ist abgesprochen, dass er bei der Versetzung ins 5. Schuljahr zu ihr und nach Berlin zurückkehrt. Anna ist inzwischen auch verheiratet, so dass sie ihrer Mutter die Gewähr für eine „Ordentliche Familie“ (S. 182, 206) bietet, obwohl sie ihren Schwiegersohn nicht mag, zumal er die acht Jahre ältere Anna nur wegen deren Wohnung geheiratet zu haben scheint, weil er so die Zuzugsgenehmigung nach Berlin erhalten konnte (S. 187). So gibt Hanna auch nicht die Zustimmung, dass ihr Enkel von ihm adoptiert werde und seinen Namen annehme. Der Erzähler mag ihn auch nicht „Vater“ nennen. Seine Erziehungsversuche zielen darauf ab, ihn in absolute Abhängigkeit von den von der SED verkündeten Wahrheiten zu bringen und gegen alles Westliche zu immunisieren. Nach wenigen Jahren wird die Ehe geschieden. Der Mann bleibt jedoch in der Wohnung, die durch eine Wäscheleine und darüber gehängte Decken zweigeteilt wird, bis sich eine Gelegenheit ergibt, ihn wegen des Besitzes jugendgefährdender Schriften loszuwerden. Für den Erzähler ergibt sich die Schlussfolgerung, dass „die Väter (...) von den Kindern nicht mal die Verachtung wert“ sind (S. 189), was er schließlich in abgemilderter Form auf seine Mutter überträgt – „Die Mütter sind von ihren Kindern zu vergessen“ (S. 242) –, mit der er sich ständig überwirft, sie manchmal sogar schlagen möchte und „im Grauen vor der körperlichen Berührung mit der eigenen Mutter“ einhält (S. 240). Als 18-Jähriger zieht er sofort in eine eigene Wohnung. Er selbst kann sich nicht vorstellen, Vater zu sein, und möchte für die Tochter seiner Frau aus erster Ehe nicht den Vater spielen. Er will auch ‚kein Fleisch mehr von sich geben‘ (S. 162), und als seine Frau nach einem Streit ihn darum bittet, ein gemeinsames Kind zu haben, schläft er nie wieder mit ihr (S. 196). Am Abend des Kennenlernens hatte er bereits den Eindruck, dass er mit seinem Erzählen seine spätere Frau nicht erreichte, so dass er die „Furcht vor dem Unbarmherzigen in Eines=jeden Nähe“ empfand (S. 178).
Hanna und Maria sind beide 1988 kurz nacheinander gestorben, nachdem sie in Birkheim noch einmal die Wohnung hatten wechseln müssen. Anna und der Erzähler, für den Birkheim endgültiger Vergangenheit angehört, lassen sie in Berlin beisetzen: „In Berlin-Friedrichsfelde auf paar cm² in der U.ABT N IV, Nr. 158“ (S. 245). Anna lebt allein mit der dritten Katze in ihrer Wohnung. Ab und zu hört der Erzähler „entweder unwillige od rentnerhaft=behäbige Daseinsgeräusche“ von ihr (S. 242).

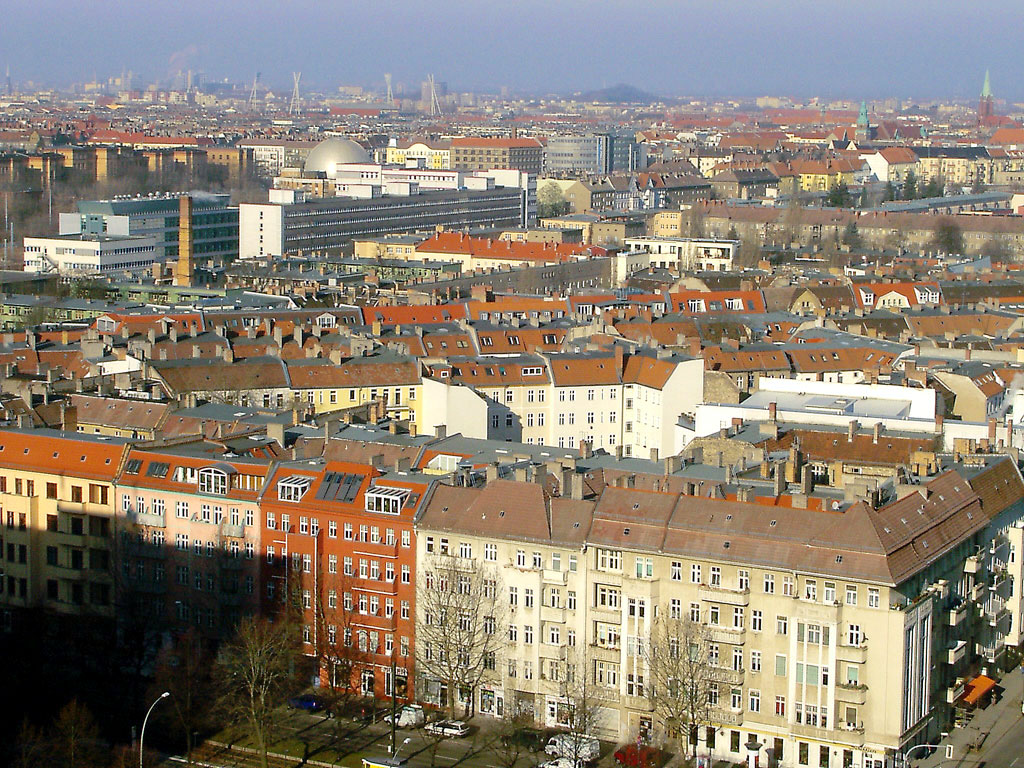
Die Buchhandlung des Erzählers liegt in der Senefelderstraße, Prenzlauer Berg.

Vom Krankenhaus aus hat der Erzähler über einen Hintereingang sich in der letzten Nacht in seine Buchhandlung begeben, um den Geruch der ungelesenen Bücher noch einmal zu spüren. Als er sie verlässt, öffnet er beide Brenner des Gasofens, der dort zum Kaffeezubereiten steht,  so dass sich schnell kühlscharfer Giftgeruch in den Räumen des Buchladens ausbreitet. Wenn seine Frau vergessen sollte, ihn wie versprochen um 8 Uhr in der Klinik abzuholen, und stattdessen ihrer Gewohnheit folgend vor der Verkäuferin im Buchladen vorbeischauen würde, dürfte sie nicht das Licht anschalten. Der Erzähler notiert: „In der ganzen Stadt an Diesemmorgen glaube ich als schwere Wolke den Geruch von Gas.....“ (S. 250).
Seine letzte Niederschrift erfolgt um 30 Minuten vor 8. Sie nimmt den Gedanken von dem sich ausbreitenden Gasgeruch mit einem Lexikonzitat zum Krebswachstum auf: Ihm gegenüber versage im Endstadium das menschliche Abwehrsystem.

## Themen und Motive
Im Buchtitel und den Überschriften der drei Teile sind die Themen angedeutet, die der Handlung untergelegt sind und sie leitmotivisch tragen.

### Buchtitel
Die dargestellten Personen können sich nicht vollenden, da sie immer wieder durch erzwungene oder selbst herbeigeführte Abschiede und Verpflichtungen (S. 157: „DIE ABSCHIEDE & DIE PFLICHT“; S. 208: „ – ’schied-Pflicht –,– ’schied-Pflicht“) vertraute Verhältnisse hinter sich lassen, ohne sich in ihnen verwirklicht zu haben, weil sie durch vielfältiges anderes oder durch Eigensinn daran gehindert werden. Das wird bei Hanna, Anna und dem Erzähler am deutlichsten ausgeführt. In Bezug auf den Erzähler etwa sagt seine Frau angesichts des schlecht gehenden Buchhandels in einem Wutanfall, dass sie in ihm seine Großeltern erkenne: „Deine Stärke ist deine !rücksichtslose Schwäche. (...) Was deiner Großmutter die-Heimat Komotau, das ist dir die-Heimat Bücher. Du verdammter Scheißkerl: In ?welches Grab hast !du als Schwur ?deine Schuldgefühle hinein erbrochen“ (S. 196).

### Teil 1
Entscheidend ist in der Überschrift „Vor Hunden und Menschen“ die Präposition „vor“. Die Vertreibung wird Menschen von Menschen angetan, die lange miteinander lebten. Die einen werden im Spießrutenlauf zu den Objekten der anderen, was für die Gaffer, zu denen Anna stößt, einen anderen Zwang bedeutet als für die im Spalier Begafften, denn Anna brüllt mit ihnen, obwohl sie auf die Seite der Begafften gehören müsste. Im Massaker im Stadion geraten Menschen vor Menschen und beim Todesmarsch der Häftlinge zusätzlich vor die Dobermänner des Scharführers. Aber auch ausgehungerte Hunde machen sich in Reitzenhain als Meute über den Schwächsten des Rudels her und hetzen ihn zu Tode.

### Teil 2
In der Wendung Unter Glas drückt sich eine Trennung aus, als würde das geschilderte Geschehen sich unter Glas vollziehen und als gebe es einen unbeteiligten außenstehenden Beobachter, der nur Zeugenfunktion ausübt. Was sich nämlich in Birkheim in der Nachkriegszeit und der Gründungsphase der DDR unter den Vorzeichen eines von der SED getragenen Neuanfangs abspielt, ist nur „brüchig aufgetragene Tünche“. „Drunter Das Alte, Dauerhaftende, Immersogehabte – lediglich versehen mit dürrstengeligen Coroll-Arien dieser=Anderen-Herren, Zauberlehrlinge-in-Uniform, u. wieder das Magische Wort vergessen: also Besen & Wasserflut –: !Nix Neuesunterdersonne, alle Furzlang das-Immergleiche“ (S. 85). Und Birkheim spielt weiter „STADT (...) und HISTORIE voller Ernst aus amtlich genannten Urkunden aus dem 12. Jahrhundert“ (S. 84). Auch in den Menschen west Uraltes fort, so wenn in einem vermeidbaren Streit Hanna und ihre Magdeburger Vermieterin „wie 2 aus vorgeschichtlichen Zeiten in dieser Höhle übriggebliebene Exen ihre jahrmillionenalte Feindschaft“ austragen (S. 117). So können „Gesichter wie Eingesicht“ werden, in „Mienen & Zügen zu flachen Blechscheiben gestanzt“ und als „Räderwerk in-Gang gebracht“ (S. 145, 168).

### Teil 3
Unter der Überschrift „Jagen Jagen“ wird fortgeführt, wovor sich schon Erich in Reitzenhain fürchten muss, nämlich als Untergetauchter gejagt und gekriegt zu werden (S. 78), wobei der Anlass in den Hintergrund tritt. Das Jagen drückt sich aus in der immer wieder erwähnten Gier, mit der gehamstert wird, so dass „Menschen u Gemeinheit längst synonym geworden“ sind (S. 9). Es ist „Gier nach einer Menge ungelebten Lebens, die Stimme in den Füßen“ (S. 165). Die Gier lässt jedoch alles unvollendet und verändert schließlich auch die aufgeschobenen Wünsche. So spürt der Erzähler in sich viel nicht zu Ende Gelebtes (S. 208), und seine „Lesehast durch Bücher“ sieht er aus seiner Hast „am Leben Anderer vorbei“ herrühren (S. 215). Schließlich ist es am Ende der Krebs, der im Schlussstadium in wucherndes Wachstum mündet und sich alles anverwandelt (S. 251).

## Rezeption
Der Roman hat im deutschsprachigen Feuilleton in Presse und Rundfunk mehrheitlich positive Resonanz gefunden. Der in Portland (Oregon) an der Portland State University lehrende Timm Menke, ein Spezialist für das Werk von Arno Schmidt, registriert das „rabenschwarze, untröstliche Menschenbild“ des Autors. Sprachlich habe Jirgl einen ganz eigenen Kosmos geschaffen. Was auf den ersten Blick chaotisch wirke, entpuppe sich für den Leser „als filigran und streng komponierter Text“. Das Schriftbild nutze Jirgl für unterschiedliche Perspektiven und Erzählstimmen. „Generell werden bei Jirgl die Schriftzeichen zu Bedeutungsträgern auf einem semiotischen Feld.“
Der Roman hat aber auch zu verschiedenen Lesarten und einer Kontroverse zwischen Harald Welzer und dem Deutschdidaktiker Clemens Kammler geführt. Harald Welzer untersucht die Szene des Todesmarsches der KZ-Häftlinge mit Erich als Beteiligtem und unterstellt Jirgl, dass es ihm um „gnädige Ohnmacht“ für einen Täter, nämlich Erich gehe, darum, „das Verbrechen in einem moralisch indifferenten Off verschwinden zu lassen“. Demgegenüber hebt Kammler hervor, dass Welzer sich nicht vorbehaltlos auf Jirgls Kunstsprache eingelassen habe, weil er sie nur als Lesebarriere wahrnehme. Damit versäume er aber das Assoziationsfeld, das unübersehbar „die Verbrechen an den europäischen Juden (...) im Erzählraum“ einschließe. Das problematische Verhältnis zur Tätergeneration, das Welzer Jirgl vorwerfe, könne nicht an einer Figur wie Erich festgemacht werden. Solch eine Position blende den Erzähler als Sohn von Erich mit dessen Erfahrung als „Niemand’s Sohn“ aus. Diese Figur als symbolische Repräsentation des im kollektiven Gedächtnis deutscher Familien entnazifizierten Opas zu interpretieren, erscheint Kammler wenig plausibel.

## Ausgaben
- Reinhard Jirgl: Die Unvollendeten. München: Hanser 2003. (Hardcover)
- Reinhard Jirgl: Die unvollendeten. München: dtv 2007. (Taschenbuch)